# Bách biến tinh quân
Bách biến tinh quân (chữ Hán: 百變星君, bính âm: Bǎi biàn xīng jūn, dịch tiếng Việt: Siêu nhân biến hình, tựa tiếng Anh: Sixty Million Dollar Man) là một bộ phim hài hước - hành động - giả tưởng Hồng Kông của đạo diễn Diệp Vĩ Dân được sản xuất năm 1995. Phim có sự tham gia của Châu Tinh Trì, Ngô Mạnh Đạt, Lương Vịnh Kỳ và Từ Cẩm Giang.

## Nội dung
Lý Trạch Tinh, con trai của Lý Nhất Phi - đại gia ở Hồng Kông, đi học ở Hawaii, nhưng việc học của anh không tốt đẹp, và anh đã tiêu rất nhiều tiền. Ở trong trường, Tinh xảy ra mâu thuẫn với nữ sinh Trùng Trùng và chú của cô ta, Giáo sư Khương Tư. Sau đó, anh biết được mình thực ra là con trai của ông quản gia Đạt.
Tinh đi chơi với cô gái xinh đẹp tên Bonnie, sau đó mới biết rằng cô là bạn gái của Fumito - tên trùm xã hội đen người Nhật Bản, rồi bị bọn xã hội đen hãm hại. Một quả bom của bọn xã hội đen làm Tinh nổ tan xác, chỉ có bộ não và cái miệng còn sống. Cơ thể Tinh được lắp ráp lại nhờ sự giúp đỡ của Giáo sư Khương Tư. Hai năm sau Tinh trở về Hồng Kông, anh được cài đặt một con chip bất khả chiến bại để cơ thể anh luôn biến hóa đa dạng.
Sau khi trở về Hồng Kông, Tinh đã đến một trường trung học với tư cách là giáo viên mới và sử dụng khả năng biến hóa phi thường của mình để trừng trị tất cả những học sinh quậy phá trong trường. Tinh gặp lại Trùng Trùng và hai người yêu nhau, sau đó nhanh chóng tiến đến hôn nhân. Khi Fumito biết rằng Tinh vẫn còn sống, hắn đã cử tên thuộc hạ Mark đi giết Tinh, nhưng tên này bị Tinh đánh tơi bời. Fumito đã biến Mark thành một người máy mạnh mẽ và cho tấn công vào đám cưới của Tinh. Kết quả là Tinh bị Mark đánh bại, nhưng anh bắt đầu hệ thống trả thù, biến thành hình tượng bà già Hoàng Lão Thái mạnh hơn Mark gấp nhiều lần. Tinh biến thành lò vi sóng khổng lồ, làm Mark bị tan chảy và tên trùm Fumito cũng bị mọi người trong đám cưới đánh.

## Diễn viên
| Diễn viên       | Vai diễn                                                                  |
| Châu Tinh Trì   | Lý Trạch Tinh / Hoàng Lão Thái (phiên bản Đài Loan đổi thành Dương bà bà) |
| Ngô Mạnh Đạt    | Ông Đạt                                                                   |
| Lương Vịnh Kỳ   | Trùng Trùng                                                               |
| Từ Cẩm Giang    | Giáo sư Khương Tư                                                         |
| Lý Kiện Nhân    | Vương Tiểu Hổ                                                             |
| Tôn Giai Quân   | Bonnie                                                                    |
| Hoàng Nhất Phi  | Lý Nhất Phi                                                               |
| Chu Mễ Mễ       | Mẹ của Tinh                                                               |
| Tống Bản Trung  | Học sinh hói                                                              |
| Lạc Tốn Văn     | Học sinh tóc vàng                                                         |
| Đặng Triệu Tôn  | Tình địch                                                                 |
| Charles Thần    | Mark                                                                      |
| Trịnh Tổ        | Fumito                                                                    |
| Darren Shahlavi | Vệ sĩ của Fumito                                                          |
| Văn Tuyến       | Thầy hiệu trưởng                                                          |
| Giang Hân Yến   | Mẹ của tình địch                                                          |
| Lê Ưng Tựu      | Cha của tình địch                                                         |
| Lâm Địch An     | Người mặc đồ ngựa vằn, lái xe ngựa vằn                                    |
| Vương Tinh      | Mục sư trước mộ Tinh                                                      |
| Điền Khải Văn   | Người chỉ có một nửa ở phòng thí nghiệm của Khương Tư                     |

## Hệ thống nhân tạo

### Cơ thể của Tinh
Cơ thể của Tinh được lắp ráp từ hàng giá rẻ (chỉ với 6000 đô la Mỹ). Ban đầu là cái đầu hình vuông, và sau đó là hai cánh tay có kích cỡ khác nhau. Tiếp đó, có những sai sót như cơ thể không thể ngừng nhảy nhót, cơ thể không thể bị ướt,... Thức ăn chỉ là pin và xăng. Sau khi Giáo sư Khương Tư phát minh ra con chip bất khả chiến bại, cơ thể nhân tạo hoàn chỉnh đã được hoàn thành và có thể biến thành bất cứ thứ gì theo ý muốn. Tuy nhiên, lúc đầu chỉ có thể biến thành nồi cơm điện và kem đánh răng phương Tây.
- Dương vật: Ban đầu nó là một ống nước có vòi, và sau đó trở thành vòi sen, cuối cùng trở thành bạch tuộc (cảnh này không cho thấy).
- Siêu Perak Chip: Nội dung con chip là hình tượng bà già Hoàng Lão Thái.

### Vũ khí và biến hóa
- Chopper: Máy cạo tóc dùng để cạo đầu nam sinh quậy phá.
- Vòi: Một cái vòi xịt nước vào các nữ sinh quậy phá.
- Máy hút bụi lớn: Một máy hút bụi dùng để hút quần áo của các nam sinh quậy phá.
- Miệng: Có thể mở rộng ra, ngậm đầu của nam sinh quậy phá.
- Mắt: Có thể mở rộng, với kính viễn vọng hồng ngoại, cảm biến nguồn nhiệt và các chức năng khác.
- Bóng chuyền hình trái tim: Khi trận bóng chuyền được tổ chức ở trường, các ngón tay của Tinh đã vẽ ra một trái tim và ném nó cho Trùng Trùng.
- Dù:
- Cầu tiêu:
- Máy kiểm tra: Có một màn hình TV hiển thị mặt của Tinh để hỏi học sinh. Nếu học sinh trả lời sai, chiếc máy sẽ sử dụng dụng cụ hút vệ sinh, máy đánh trứng và những thứ khác để phạt học sinh đó. Nếu học sinh trả lời đúng sẽ được thưởng nước ngọt Cola và bỏng ngô. Điểm đánh giá sẽ được viết trên áo của học sinh.
- Xẻng: Nó xuất hiện trên bàn tay Tinh và có thể dễ dàng đánh bay đạn.
- Xẻng khổng lồ:
- Nồi cơm điện: Đèn báo là mắt và nắp là miệng. Bên trong chứa đầy cơm.
- Kem đánh răng phương Tây: Kem đánh răng màu đen duy nhất trên thế giới.

Nếu cơ thể của Tinh gặp phải một cuộc tấn công dữ dội sẽ ngày càng mạnh mẽ hơn, từ đó khởi động hệ thống trả thù, biến thành vũ khí mạnh nhất trong siêu thị - hình tượng bà già Hoàng Lão Thái - 黃老太 (bản dịch Đài Loan: Dương bà bà). Sau đây là những vũ khí và biến hóa được sử dụng ở phiên bản Hoàng Lão Thái.
- Hoàng Lão Thái kim tằm bửu ý (bản dịch Đài Loan: Kho báu lụa vàng Dương bà bà): Bộ quần áo màu vàng kỳ diệu, đạn không thể xuyên qua.
- Chương thất bại (tên giả):
- Bàn ủi khổng lồ:
- Lò vi sóng khổng lồ: Vũ khí có thể làm tan chảy mọi thứ, thậm chí là kim cương.